# Cooper T45
La Cooper T45 è una monoposto di Formula 1 realizzata dalla scuderia britannica Cooper per partecipare al Campionato mondiale di Formula 1 1958. Vinse il Gran Premio di Monaco del 1958 guidata da Maurice Trintignant.